# Adam Thielen
Adam John Thielen (Detroit Lakes, Minnesota, 22 de agosto de 1990) é um jogador de futebol americano que atua como wide receiver pelo Carolina Panthers da National Football League. Não redigido no Draft da NFL de 2013, ele assinou como um agente livre não selecionado para o Minnesota Vikings. Thielen detém vários recordes da NFL, incluindo oito jogos consecutivos com mais de 100 jardas recebidas e 74 recepções na primeira metade de uma temporada.

## Primeiros anos
Adam Thielen nasceu na cidade de  Detroit Lakes, Minnesota. Ele cresceu sendo um torcedor do Minnesota Vikings idolatrava Cris Carter, e usava suas camisetas dos Vikings enquanto praticava em seu quintal como um criança. Frequentou a Detroit Lakes High School, onde participou de quatro esportes (futebol americano, basquete, basebol e golfe). Com o time de golfe conseguiu vencer os campeonatos estaduais.

## Carreira universitária

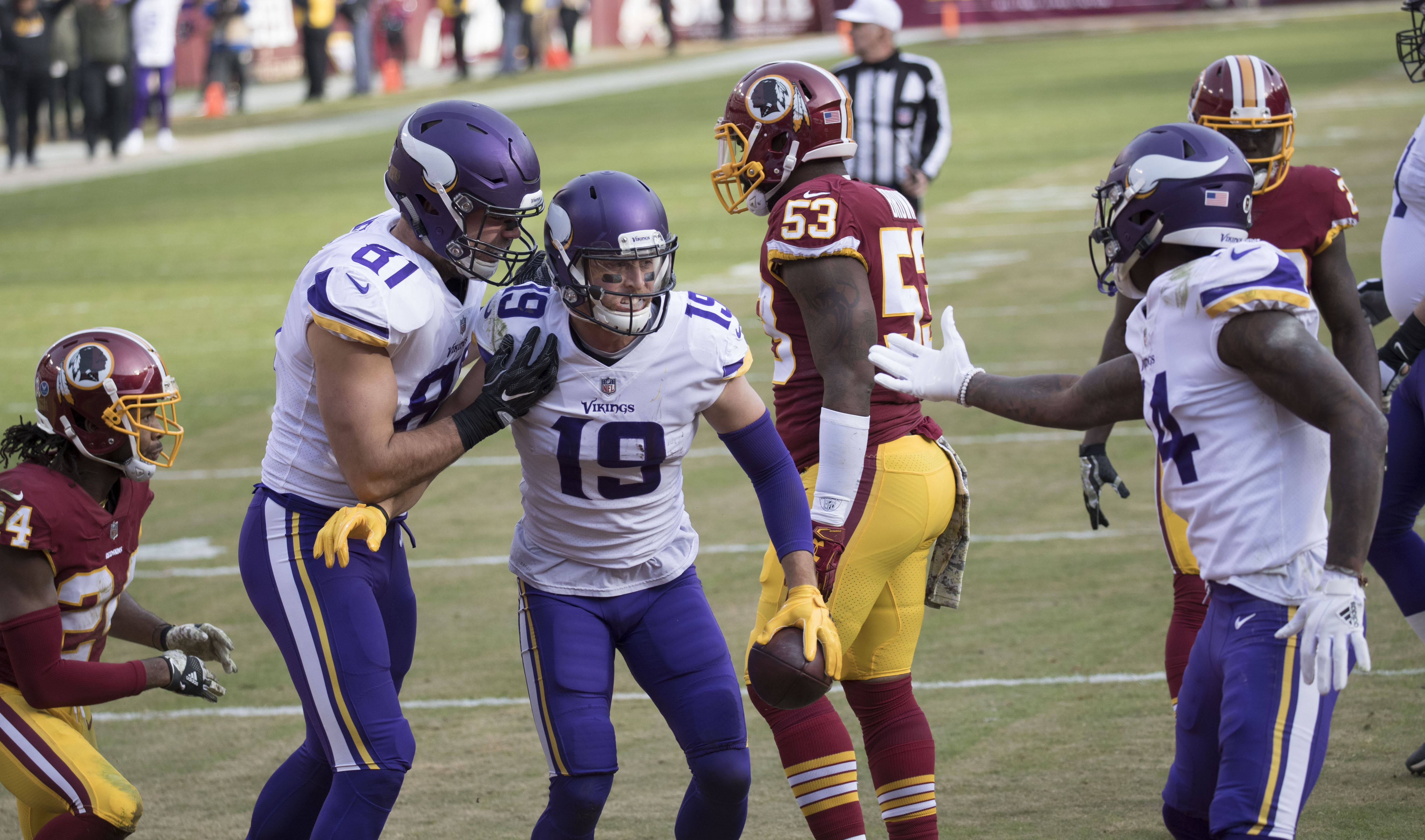
Adam Thielen, do Minnesota Vikings, comemora após marcar um touchdown contra o Washington Redskins no FedExField, em 13 de novembro de 2017, em Landover, Maryland.

Thielen começou a jogar pelo Minnesota State University Mavericks, com quem foi redshirted no primeiro ano, o que significa que ele só poderia treinar com o time sem jogar partidas oficiais.   Em 2009, ele pegou 21 passes em 9 jogos e também marcou um touchdown, enquanto em 2010 ele estava em todos os 11 jogos pegando mais 41 passes para 686 jardas e 6 touchdowns, sendo eleito o Jogador Ofensivo do Ano de seu time e ganhando o segundo time Seleção All-NSIC South Division. Thielen então encerrou sua carreira universitária em 2012, com 2.674 jardas, 192 recepções, 19 touchdowns marcados no geral em cinco anos (quatro efetivos) passados com o Mavericks.

## Carreira profissional

### Minnesota Vikings
Depois de não ter sido draftado no Draft da NFL de 2013, Thielen participou de um teste de novato e uma sessão de avaliação em Winter Park com o Minnesota Vikings. Em 31 de agosto de 2013, o Minnesota Vikings dispensou Thielen como parte de seus cortes finais no elenco (junto com outros 18), mas ele foi contratado para o time de treino no dia seguinte. Ele teve alguma ação na pré-temporada como wide receiver e em times especiais.
Depois de um forte desempenho na pré-temporada em times ofensivos e especiais, Thielen conquistou uma vaga no elenco de 53 jogadores para iniciar a campanha de 2014.
Thielen fez sua estreia na NFL na abertura da temporada em um jogo fora de casa contra o  St. Louis Rams  em 9 de setembro, ele conseguiu seu primeiro passe na NFL na derrota dos Vikings por 42-10 contra o Green Bay Packers, terminando o jogo com quatro recepções para 57 jardas que lideraram o time na recepção. Ele foi nomeado Jogador de Equipes Especiais da NFC da Semana 13 depois de marcar seu primeiro touchdown da NFL em uma jogada de equipes especiais na qual bloqueou o do Carolina Panthers punter Brad Nortman chute do e devolveu a bola 30 jardas para a end zone. Thielen deteve brevemente o recorde de punt bloqueado mais longo retornado para um touchdown na história da franquia, mas foi derrotado no final do segundo quarto com um chute de 43 jardas de Everson Griffen, já que os Vikings tiveram dois punts bloqueados devolvidos para touchdowns no jogo. Na semana 17 contra o Chicago Bears, Thielen marcou seu primeiro touchdown em um passe de 44 jardas do quarterback Teddy Bridgewater, após o qual ele prontamente deu a bola para sua esposa (então noiva) Caitlin.
Para a temporada, Thielen totalizou oito recepções para 137 jardas (17,1 em média) e um touchdown no ataque. Também um ás das equipes especiais, Thielen foi nomeado para a Unidade de Retorno de Chute de Equipes Especiais All-Pro e foi nomeado Jogador do Ano da Equipe Especial All-NFC Norte pelo Pro  Football Focus  (PFF) depois de terminar empatado em segundo lugar no equipe em times especiais tackles com 12 (9 deles solo).
Após a temporada de 2022, os Vikings dispensaram Thielen em 10 de março de 2023 como uma mudança de teto salarial.

### Carolina Panthers
Em 19 de março de 2023, Thielen assinou um contrato de três anos com o Carolina Panthers.

## Estatísticas

### Temporada regular
| Ano      | Time     | Jogos | Jogos | Recebendo | Recebendo | Recebendo | Recebendo | Recebendo | Correndo | Correndo | Correndo | Correndo | Correndo | Chute de volta | Chute de volta | Chute de volta | Chute de volta | Chute de volta | Fumble | Fumble |
| Ano      | Time     | GP    | GS    | Rec       | Yds       | Avg       | Lng       | TD        | Att      | Yds      | Avg      | Lng      | TD       | Ret            | Yds            | Avg            | Lng            | TD             | Fum    | Lost   |
| -------- | -------- | ----- | ----- | --------- | --------- | --------- | --------- | --------- | -------- | -------- | -------- | -------- | -------- | -------------- | -------------- | -------------- | -------------- | -------------- | ------ | ------ |
| 2014     | MIN      | 16    | 2     | 8         | 137       | 17.1      | 44        | 1         | 0        | 0        | 0.0      | 0        | 0        | 2              | 33             | 16.5           | 21             | 0              | 0      | 0      |
| 2015     | MIN      | 16    | 2     | 12        | 144       | 12.0      | 30        | 0         | 4        | 89       | 22.3     | 41       | 0        | 0              | 0              | 0.0            | 0              | 0              | 0      | 0      |
| 2016     | MIN      | 16    | 10    | 69        | 967       | 14.0      | 71        | 5         | 2        | 15       | 7.5      | 11       | 0        | 1              | 19             | 19.0           | 19             | 0              | 2      | 1      |
| 2017     | MIN      | 16    | 16    | 91        | 1,276     | 14.0      | 65        | 4         | 1        | 11       | 11.0     | 11       | 0        | 0              | 0              | 0.0            | 0              | 0              | 3      | 2      |
| 2018     | MIN      | 16    | 16    | 113       | 1,373     | 12.2      | 68        | 9         | 5        | 30       | 6.0      | 15       | 0        | 0              | 0              | 0.0            | 0              | 0              | 1      | 1      |
| 2019     | MIN      | 10    | 10    | 30        | 418       | 13.9      | 44        | 6         | 4        | 6        | 1.5      | 3        | 1        | 0              | 0              | 0.0            | 0              | 0              | 0      | 0      |
| 2020     | MIN      | 15    | 15    | 72        | 924       | 12.4      | 51        | 14        | 3        | 15       | 5.0      | 8        | 0        | 0              | 0              | 0.0            | 0              | 0              | 0      | 0      |
| 2021     | MIN      | 13    | 13    | 67        | 726       | 10.8      | 35        | 10        | 1        | 2        | 2.0      | 2        | 0        | 0              | 0              | 0.0            | 0              | 0              | 1      | 0      |
| 2022     | MIN      | 17    | 17    | 70        | 716       | 10.2      | 36        | 6         | 1        | 4        | 4.0      | 4        | 0        | 0              | 0              | 0.0            | 0              | 0              | 0      | 0      |
| Carreira | Carreira | 135   | 101   | 534       | 6,682     | 12.5      | 71        | 55        | 21       | 172      | 8.3      | 41       | 1        | 3              | 52             | 17.3           | 21             | 0              | 7      | 4      |

### Recordes
- Mais jogos consecutivos com mais de 100 jardas recebidas (8) (empatado com Calvin Johnson)[14]
- Mais jogos consecutivos com mais de 100 jardas recebidas no início de uma temporada (8)[1]

## Vida pessoal
Adam é casado com Caitlin Thielen. O casal tem três filhos. Thielen é um cristão praticante.